# Корд (картечница)
Корд е руска голямокалибрена картечница с лентово подаване за патрона 12,7 × 108 mm.
Предназначена е за борба с лекобронирани цели и огневи средства, унищожаване на живата сила на противника на далечини до 1500 – 2000 м и поразяване на въздушни цели по наклон, на далечини до 1500 м.
Названието е образувано от началните букви на словосъчетанието „Ковровски ОРъжейници Дегтярьовци“.

## История
Картечницата „Корд“ е създадена през 90-те години на ХХ век като замяна на картечницата НСВ („Утьос“), производството на която, след разпада на СССР, се оказва частично извън пределите на Русия. Разработен е в Ковровския завод „Дегтярьов“ (ЗИД).
От 2001 г. е в серийно производство. Картечницата официално е приета на въоръжение във Въоръжените Сили на Русия. Освен пехотен вариант, тя се поставя като зенитна установка на купола на руския танк Т-90С.

## Описание
Корд е автоматично оръжие с лентово подаване на боеприпасите (подаването на лентата може да се осъществява както отляво, така и отдясно).
Картечницата се основава на принципа на газоотводния автомат, където газовото бутало с дълъг ход е разположено под ствола. Стволът е бързосменяем, с въздушно охлаждане. Затварянето на ствола се осъществява чрез завъртане на личинката на затвора и зацепването на бойните опори на личинката за бойните опори на ствола. Подаването с патрони се осъществява от метална лента с отворено звено, подаването на патроните е от лентата направо в ствола. Ударно-спусковият механизъм може да се управлява както ръчно (от спусъка, поставен на лафета), така и от електроспусък (за танковия вариант), има предпазител срещу случайни изстрели. Като основен се използва открития регулируем прицел. Има възможност за поставяне на оптически и нощни прицели.
Стволът е бързозаменяем, с въздушно охлаждене, създаден по фирмената ЗИД-овска технология, осигуряваща при стрелба равномерно нагряване, а следователно и равномерно термично разширение (деформация) на ствола. За сметка на това точността на стрелба в сравнение с НСВ е повишена 1,5 – 2 пъти при стрелба от лафет (при стрелба от двунога точността е сравнима с НСВ на лафет). В резултат при стрелба на дистанция 100 м кръговото вероятно отклонение (КВО) е едва 0,22 м.

## Боеприпаси
Основните боеприпаси, обявени от ЗИД са Б-32 и БЗТ-44. В същото време очевидно картечницата може да използва всякакви патрони стандарт 12,7×108 мм, в т.ч. МДЗ и БС (БС-41). Последният има куршум с волфрамов сърдечник, което значително подобрява бронепробиваемостта. Ако куршум Б-32 пробива 20-мм стомана от 100 м, то куршумът на патроните БС и БС-41 прави същото на дистанция 750 м.

## Модификации
- 6П49 – танкова картечница;
  - 6П49МТ – танкова картечница за танка Т-90М[2].
- 6П50 – пехотна картечница;
- 6П51 – танкова картечница с ляво подаване;
- 6П57 – картечницата 6П50 на двунога 6Т19; (6П50-1 – стар индекс);
- 6П58 – картечницата 6П50 на шарнирна установка 6У16; (6П50-2 – стар индекс);
- 6П59 – картечницата 6П50 на шарнирна установка 6У16 и стойка СП; (6П50-3 – стар индекс);
- 6П60 – картечницата 6П50 на пехотния лафет 6Т20;

## Оператори
- Русия[3][4]
- Мали[5][6]